# Franz Bockel

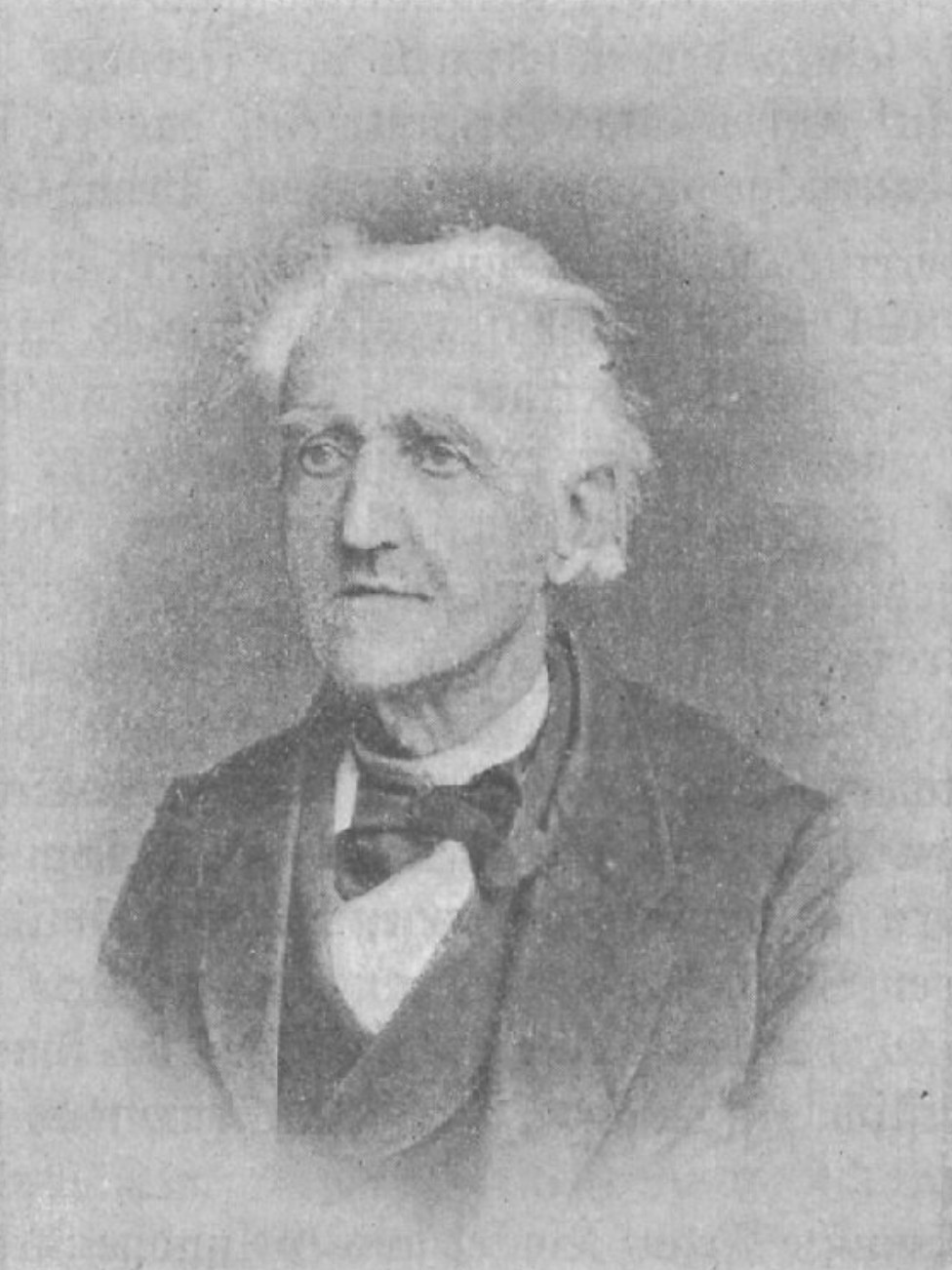
Franz Bockel

Franz Bockel (* 11. März 1798 in Klostersande; † 2. Mai 1879 in Nortorf) war ein deutscher Autor. 

## Leben
Franz Bockel war Sohn eines Schiffsschmiedes in Klostersande bei Elmshorn. Er lernte bei seinem Vater und arbeitete nach der Wanderschaft zwölf Jahre als Schmiedemeister. Danach war er abwechselnd Tabakfabrikant, Seifensieder, Gastwirt oder Buchhändler. Er versuchte ein eigenes Wochenblatt herauszugeben, wurde dann aber Mitarbeiter am „Itzehoer Wochenblatt“ und verschiedener Tageblätter.
Später gab er eigenständig Werke heraus, z. B. „Das Lied vom Schiffe“, „Der Mensch“, „Der Schornsteinfeger“, „Das Mißverständniß“ oder „Instippen“.
Im hohen Alter kam Bockel in das Armenhaus von Nortorf. Auf Antrag von Johann Meyer erhielt Bockel ab 1877 von der Deutschen Schillerstiftung eine jährliche Unterstützung von 300 Mark. Kurz vor seinem Tode litt er an Verfolgungswahn.
Durch König Christian VIII. wurde Bockel die Krönungsmedaille verliehen.